# Жіноча юніорська збірна Польщі з хокею із шайбою
Жіноча юніорська збірна Польщі з хокею із шайбою  — національна жіноча юніорська збірна команда Польщі, яка представляє свою країну на міжнародних змаганнях з хокею із шайбою. Управління збірною здійснюється Польським союзом хокею із шайбою.

## Виступи на чемпіонатах світу
| Рік  | І | В  | П  | Н | ШЗ | ШП | О  | Місце                               |
| ---- | - | -- | -- | - | -- | -- | -- | ----------------------------------- |
| 2014 | 4 | 3* | 1  | 0 | 13 | 8  | 8  | 2 місце (Дивізіон І - Кваліфікація) |
| 2015 | 5 | 3  | 2  | 0 | 21 | 12 | 9  | 3 місце (Дивізіон І - Кваліфікація) |
| 2016 | 4 | 1  | 3  | 0 | 16 | 12 | 3  | 6 місце (Дивізіон І, кваліфікація)  |
| 2017 | 5 | 3* | 2  | 0 | 7  | 6  | 8  | 3 місце (Дивізіон ІВ)               |
| 2018 | 5 | 3  | 2  | 0 | 17 | 9  | 9  | 3 місце (Дивізіон ІВ)               |
| 2019 | 5 | 3* | 2  | 0 | 12 | 14 | 8  | 4 місце (Дивізіон ІВ)               |
| 2020 | 5 | 1  | 4^ | 0 | 8  | 9  | 4  | 5 місце (Дивізіон ІВ)               |
| 2022 | 4 | 2  | 2^ | 0 | 5  | 8  | 7  | 2 місце (Дивізіон ІВ)               |
| 2023 | 4 | 3  | 1  | 0 | 15 | 3  | 9  | 2 місце (Дивізіон ІВ)               |
| 2024 | 5 | 3  | 2  | 0 | 21 | 13 | 9  | 3 місце (Дивізіон ІВ)               |
| 2025 | 5 | 4  | 1  | 0 | 19 | 12 | 12 | 2 місце (Дивізіон ІВ)               |

*Включно перемога в додатковий час

^Включно поразка в додатковий час